# Fraudă electorală
Frauda electorală, denumită uneori manipularea alegerilor, sau fraudarea voturilor, implică interferența ilegală cu procesul de alegeri, fie prin creșterea ponderii voturilor unui candidat favorit, fie prin scăderea ponderii voturilor candidaților rivali, fie prin ambele. Diferă de suprimarea alegătorilor, dar adesea merge mână în mână cu aceasta. Ce anume constituie fraudă electorală variază de la o țară la alta, deși scopul este adesea subminarea alegerilor.
Legislația electorală interzice multe tipuri de fraudă electorală, dar alte practici încalcă legi generale, precum cele care interzic agresiunea, hărțuirea sau calomnia. Deși, din punct de vedere tehnic, termenul "fraudă electorală" acoperă doar acele acte care sunt ilegale, termenul este uneori folosit pentru a descrie acte care sunt legale, dar considerate inacceptabile din punct de vedere moral, în afara spiritului unei alegeri sau care încalcă principiile democrației.

## Lege
În România, frauda la vot este reglementată prin Codul Penal articolele 385 - 393 și se pedesește sever:
- Votul ilegal/Buletine de vot multiple/Falsificarea documentelor/Buletine de vot multiple: închisoare de la 6 luni la 3 ani sau amendă;
- Frauda la votul electronic/Falsificarea documentelor: închisoare de la 1 la 5 ani;
- Nerespectarea regulilor urnelor: închisoare de la 1 la 3 ani.

Tentativele la infracțiuni se pedepsește cu excepția articolului 386 (Coruperea alegătorilor).

## Manipularea electoratului
Manipularea electoratului se referă la încercarea de a influența rezultatele alegerilor prin modificarea compunerii electoratului sau prin alte tactici de control. Aceste metode sunt considerate ilegale și anti-democratice în multe țări.

### Migrarea artificială
Un exemplu de manipulare este migrarea artificială a alegătorilor, care presupune mutarea temporară sau permanentă a unor persoane într-o anumită zonă pentru a le face să voteze într-un loc unde rezultatele pot fi influențate. De exemplu, se poate ca autoritățile să le ofere adăposturi sau terenuri temporar pentru ca aceștia să fie eligibili să voteze într-o anumită circumscripție.
O altă formă de manipulare este folosirea imigrației pentru a schimba structura demografică a unei circumscripții electorale, acordând cetățenie și drept de vot unor imigranți pentru a sprijini un anumit partid sau candidat. De exemplu, Malaysia a acordat cetățenie imigranților din Filipine și Indonezia, împreună cu dreptul de vot, pentru ca un partid politic să „domine” statul Sabah.
Unii susținători ai unui partid pot să se înscrie temporar într-un alt partid pentru a sprijini alegerea unui lider slab, care ar putea fi ușor de învins în alegerile generale. De exemplu, în 2015, au existat acuzații conform cărora membri ai Partidului Conservator din Marea Britanie s-ar fi alăturat Partidului Laburist pentru a-l ajuta pe Jeremy Corbyn să câștige conducerea, cu scopul de a face acest partid mai puțin competitiv pe termen lung.
Multe țări previn acest lucru cu reguli care stipulează că un alegător trebuie să fi locuit într-o circumscripție electorală pentru o perioadă minimă (de exemplu, șase luni) pentru a fi eligibil să voteze acolo. Totuși, astfel de legi pot fi folosite și pentru manipulare demografică, întrucât tind să priveze de drepturile lor de vot persoanele fără adresă fixă, cum ar fi cei fără adăpost, romii, studenții.

### Privarea dreptului de vot
Prin diverse măsuri legale sau de facto, unele grupuri de oameni pot fi privați de la dreptul de vot.
De-a lungul istoriei, diferite forme de discriminare electorală au fost folosite pentru a împiedica anumite grupuri să participe la alegeri. Măsuri precum taxele de vot, testele de alfabetizare sau cerințele de identificare au fost aplicate în mod discriminatoriu împotriva minorităților. Un alt exemplu este în contextul criminalității, infractorii au fost excluși de la vot ca strategie de a împiedica participarea la alegeri și a influența rezultatul alegerilor.
Dreptul la vot poate fi privat și prin reguli care fac imposibil sau foarte greu pentru ca alegătorii să poată vota. De exemplu, persoanele care sunt în serviciul militar, prizonieri, studenți sau pacienți în spitale pot fi excluși dacă secțiile de vot sunt la distanță sau nu există modalități de vot anticipat. De asemenea, votarea în zile de sărbătoare sau în locuri nesigure poate împiedica anumite grupuri să participe la alegeri. În unele cazuri, o persoana care are drept de vot poate fi eliminată „accidental” din lista de alegători, ceea ce face imposibil pentru acea persoană să voteze.

### Divizarea susținerii opoziției
Profesorul Beatriz Magaloni de la Universitatea Stanford a descris un model care guvernează comportamentul regimurilor autocratice. Ea a propus că partidele de guvernare pot menține controlul politic într-un sistem democratic fără a manipula activ voturile sau a constrânge electoratul. În condițiile potrivite, sistemul democratic este manevrat într-un echilibru în care partidele de opoziție împărțite acționează ca complici neintenționați ai regimului unui singur partid. Acest lucru permite regimului de guvernare să se abțină de la fraudarea ilegală a alegerilor.
Sistemele de vot preferențial, cum ar fi votul cu scor și votul transferabil unic și, în unele cazuri, votul instantaneu în turul de despărțire, pot reduce impactul manipulării sistematice a alegerilor și al duopolului politic.

### Intimidare
Intimidarea alegătorilor presupune exercitarea unei presiuni nejustificate asupra unui alegător sau a unui grup de alegători pentru a vota într-un anumit mod sau pentru a nu vota deloc. Votul prin corespondență și alte forme de vot la distanță pot fi mai susceptibile la unele forme de intimidare, deoarece alegătorul nu beneficiază de protecția și intimitatea locației de vot. Intimidarea poate lua diferite forme, inclusiv verbale, fizice sau prin constrângere.
În forma sa cea mai simplă, alegătorii dintr-o anumită demografie sau cunoscuți ca susținători ai unui anumit partid sau candidat sunt amenințați direct de susținătorii altui partid sau candidat sau de cei angajați de aceștia. O altă metodă este de a face o amenințare generală de violență, de exemplu, o amenințare cu bombă, care are efectul de a închide un anumit loc de votare, făcând astfel dificil pentru oamenii din acea zonă să voteze.
Alegătorii care nu sunt siguri de dreptul lor de a vota pot fi, de asemenea, intimidați de figuri autoritare reale sau implicite care sugerează că cei care votează atunci când nu au dreptul de a o face vor fi pedepsiți. De exemplu, în 2004, în Wisconsin, alegătorii ar fi primit pliante care spuneau: „Dacă ai votat deja într-o alegere în acest an, nu poți vota la alegerile prezidențiale”.
Angajatorii pot constrânge decizia alegătorilor, prin strategii precum amenințări explicite sau implicite de pierdere a locului de muncă.

### Dezinformare
Dezinformarea se referă la răspândirea de informații false pentru a manipula alegătorii. De exemplu, cineva poate răspândi zvonuri că un loc de votare s-a mutat sau că un anumit grup de oameni nu mai are dreptul să voteze. Acest lucru face ca unii alegători să ajungă prea târziu la vot sau să nu participe deloc. Pretențiile false de fraudă electorală pot fi folosite ca bază pentru încercarea de a răsturna alegerile.

### Cumpărarea de voturi
Cumpărarea de voturi are loc atunci când un partid politic sau un candidat încearcă să cumpere votul unui alegător într-o viitoare alegere. Cumpărarea de voturi poate lua diverse forme, cum ar fi o schimb de bani sau o schimb de bunuri sau servicii.

## Manipularea votului
Procesul de vot poate fi compromis în mai multe moduri, inclusiv:
- Buletine de vot înșelătoare care pot induce alegătorii în eroare. Unele metode includ crearea de partide sau candidați falși cu nume similare.
- Introducerea ilegală de buletine de vot, adică depunerea mai multor buletine de vot de către o singură persoană.
  - În timpul alegerilor prezidențiale din Rusia din 2018, au existat mai multe incidente, unele surprinse pe camerele de luat vederi, în care atât alegători, cât și membri ai personalului de votare au introdus mai multe voturi în urna de vot. Practica a fost raportată și în timpul alegerilor parlamentare din Georgia din 2024.
- Erori sau manipulări în înregistrarea voturilor pot distorsiona rezultatele în cazul sistemelor electronice.[12]
- Oamenii pot fi manipulați să semneze formulare de vot prin corespondență, care sunt apoi modificate pentru a vota pentru un alt partid.
- Buletinele de vot ale candidaților opoziției pot fi invalidate prin adăugarea de semne sau modificări nelegale.
- Sistemele de vot electronic pot fi manipulate prin atacuri cibernetice.
- În anumite regimuri corupte, procesul de votare poate fi falsificat complet, iar rezultatele sunt anunțate fără a se efectua un vot real, așa cum se întâmplă în țări precum Turkmenistan și Georgia.[13]

## Detectarea și prevenirea fraudei electorale
Cele trei strategii principale pentru prevenirea fraudei electorale într-o societate sunt:
- Auditurile procesului electoral
- Descurajarea infracțiunilor
- Cultivarea unui comportament social care descurajează corupția

Frauda electorală este considerată dificil de demonstrat. Unele dintre principalele tactici de prevenire a fraudei pot fi rezumate prin secreția și transparența procesului electoral. Votul secret previne multe tipuri de intimidare și cumpărare a voturilor, în timp ce transparența la toate celelalte niveluri ale procesului electoral permite prevenirea și detectarea majorității interferențelor.

### Audit electoral
Auditurile electorale se referă la orice revizuire efectuată după închiderea urnelor pentru a determina dacă voturile au fost numărate corect sau dacă procedurile corecte au fost urmate.

### Urmărirea penală
Scopul urmăririi penale nu este de a opri frauda sau de a ține câștigătorii frauduloși departe de funcții; scopul este de a descuraja și pedepsi infracțiunile după mai mulți ani.

### Votul secret
Votul secret, în care doar alegătorul știe cum a votat, asigură alegeri libere și corecte prin prevenirea intimidării sau răzbunării alegătorilor.

### Transparența
Majoritatea metodelor de prevenire a fraudei electorale implică asigurarea transparenței complete a procesului electoral pentru toți alegătorii, de la nominalizarea candidaților până la exprimarea voturilor și numărarea acestora.
Diferite forme de statistici pot fi indicii ale fraudei electorale, de exemplu, sondajele de ieșire care se abat de la rezultatele finale. Sondajele de ieșire bine realizate servesc ca un factor de descurajare pentru frauda electorală. Totuși, sondajele de ieșire sunt încă notoriu imprecise.